# Titagarh
Titagarh ist eine Stadt im indischen Bundesstaat Westbengalen. Die Stadt ist Teil der Agglomeration Kolkata.
Die Stadt gehört zum Distrikt Uttar 24 Pargana. Titagarh hat den Status einer Municipality. Die Stadt ist in 23 Wards (Wahlkreise) gegliedert.

## Demografie
Die Einwohnerzahl der Stadt liegt laut der Volkszählung von 2011 bei 116.541. Titagarh hat ein Geschlechterverhältnis von 858 Frauen pro 1000 Männer und damit einen für Indien üblichen Männerüberschuss. Die Alphabetisierungsrate lag bei 80,1 % im Jahr 2011. Knapp 74 % der Bevölkerung sind Hindus, ca. 25 % sind Muslime und ca. 1 % gehören einer anderen oder keiner Religion an. 9,9 % der Bevölkerung sind Kinder unter 6 Jahren. Bengali ist die Hauptsprache in und um die Stadt.

## Infrastruktur
Von dem Bahnhof von Titagarh aus ist die Innenstadt von Kolkata zu erreichen.